# الدوري الهندوراسي الدرجة الأولى لكرة القدم 1988–89
الدوري الهندوراسي الدرجة الأولى لكرة القدم 1988–89 هو موسم من الدوري الهندوراسي الدرجة الأولى لكرة القدم. فاز فيه ريال إسبانيا.